# What Was That
"What Was That" é uma canção da cantora e compositora neozelandesa Lorde. Foi lançada em 24 de abril de 2025 através da Universal Music New Zealand como o primeiro single de seu futuro quarto álbum de estúdio Virgin. A faixa foi produzida por Lorde, Jim-E Stack e Dan Nigro, com composição assinada por Lorde e Stack. Esta é a primeira canção inédita da artista em quase quatro anos. "What Was That" marca um retorno ao estilo hipnótico do synth-pop, que lembra sua era Melodrama.
Acompanhando o lançamento, Lorde revelou um videoclipe filmado na cidade de Nova Iorque. O vídeo mostra a artista vagando pela cidade antes de culminar em uma apresentação de dança espontânea no Washington Square Park, onde ela foi cercada por fãs registrando o momento. A música estava originalmente programada para ser lançada em 25 de abril de 2025, mas foi adiada após a resposta inesperada do público à sua aparição no parque.

## Antecedentes
Após o lançamento de seu terceiro álbum de estúdio, Solar Power (2021), Lorde passou a aparecer de forma esporádica por meio da ferramenta Stories do Instagram, dando a entender que estaria gravando algo novo em estúdio. Em fevereiro de 2023, ela confirmou à revista Ensemble Magazine que havia começado a trabalhar em seu quarto álbum de estúdio, admitindo que isso poderia demandar um longo tempo até o seu retorno. No dia 28 de março de 2024, Lorde lançou um cover da canção "Take Me to the River", como tributo à banda Talking Heads, para o álbum compilado Everyone’s Getting Involved: A Tribute to Talking Heads’ Stop Making Sense. Em julho do mesmo ano, a cantora compartilhou um trecho de uma música inédita em seu Stories. No mês seguinte, foi confirmado que se tratava de sua colaboração com o produtor norte-americano Jim-E Stack para seu novo álbum.
Em outubro de 2024, Lorde participou do remix de "Girl, so confusing" para o disco "Brat and it's completely different but also still brat", da cantora britânica Charli xcx.

## Divulgação e lançamento
No dia 9 de abril de 2025, Lorde criou uma conta na rede social TikTok e divulgou um vídeo em que caminha pelo Washington Square Park, em Nova Iorque, ao som de um trecho de uma música então sem título. Um dia após a publicação, a cantora revelou que a música se chamaria "WWT", sigla de What Was That. Na mesma época, ela ocultou a única postagem que havia feito em dezembro de 2024 no Instagram, apagou todo o conteúdo de seu site oficial, colocou uma garrafa de água como foto de perfil tanto no Instagram quanto no TikTok, além de alterar a foto de perfil no X (antigo Twitter), exibindo o abdômen. Lorde confirmou o título e revelou a capa de "What Was That" no dia 16 de abril de 2025, por meio de uma mensagem enviada na comunidade que criou no WhatsApp para os fãs que se inscreveram por meio de um e-mail previamente enviado. Na mesma ocasião, disponibilizou a capa oficial em seu site e publicou, em todas as suas redes sociais, a imagem — capturada pela fotógrafa Talia Chetrit — de seu rosto todo molhado, usando uma camisa vermelha de gola alta e com os cabelos pretos, acompanhada do link para o pré-save nas principais plataformas de streaming, como Spotify e Apple Music.

No dia 19 de abril de 2025, um post feito por engano pela Universal Music Turkey revelou que a data de lançamento da canção seria no dia 25 de abril. A página da gravadora deletou o post imediatamente. No dia 24 de abril, Lorde convocou todos os fãs de Nova Iorque para comparecerem à praça Washington Square Park para uma surpresa. Uma multidão se formou, e a polícia pediu que todos se dispersassem. Lorde performaria o single pela primeira vez ao público, o que, infelizmente, acabou não acontecendo. Ela utilizou a ferramenta Stories de seu Instagram para se desculpar. Um dos colaboradores na produção de seu novo álbum, Dev Hynes (Blood Orange), tocou a música completa em uma caixa de som portátil junto à multidão. Horas depois, Lorde conseguiu se apresentar na praça onde fez a primeira perfomance ao vivo da música, de forma gratuita aos seus fãs, onde também gravou o clipe oficial. No dia seguinte, ela confirmou o lançamento do single para 24 de abril.
No dia do lançamento da canção, Lorde atualizou seu site oficial com o vídeo e com uma nota sobre como a música surgiu:
Final de 2023. De volta a Nova York. Término profundo. Parando o anticoncepcional. Cada refeição uma batalha. Flashbacks e ondas. Sentindo o vórtice do luto e me deixando levar. Abrindo a boca e gravando o que saía. Jimmy gritando ao fundo. Mil horas de bordado sonoro. Dan nos dizendo onde o baixo do Moog deveria entrar. Andrew dando dentes à música. A noite em que finalmente acertamos a bateria. O som do meu renascimento.

## Videoclipe
O videoclipe da canção, aparentemente gravado pela própria Lorde com seu smartphone enquanto andava de bicicleta pelas ruas de Nova Iorque, foi lançado no mesmo dia em que a música chegou às plataformas digitais. O vídeo inclui cenas registradas um dia antes, durante sua apresentação ao vivo no Washington Square Park.

## Faixas e formatos
Download digital/streaming
1. "What Was That" — 03:29

## Equipe e colaboradores
- Composta por: Lorde e Jim-E Stack
- Produzida por: Lorde, Stack e Dan Nigro
- Guitarra Elétrica: Andrew Aged
- Monitorado por: Koby Berman e Jack Manning
- Mixado por Spike Stent
- Masterizado por Chris Gehringer

## Histórico de lançamento
| Região | Data                | Formato                    | Versão   | Gravadora                     | Ref.          |
| ------ | ------------------- | -------------------------- | -------- | ----------------------------- | ------------- |
| Várias | 24 de abril de 2025 | Download digital streaming | Original | Universal New Zealand Limited | [ 14 ] [ 15 ] |